# Vincenc
Vincenc je moško osebno ime.

## Izvor imena
Ime Vincenc izhaja iz latinskega imena Vincentius. To se povezuje z latinsko besedo vincens, v pomenu »zmagujoč«.

## Izpeljanke imena
- moške oblike imena: Vincencij, Vincent, Vinko, Vinček,  Cene, Cenc, Cencek, Vinc, Vince, Vincenci
- ženske oblike imena: Vincencija, Vinka

## Tujejezikovne oblike imena
- pri Francozih in Angležih: Vincent
- pri Italijanih: Vincenzo, Vicente
- pri Nemcih: Vinzenz
- pri Poljakih: Wincenty
- pri Špancih in Portugalcih: Vicente
- pri Hrvatih: Vinko
- pri Rusih idr. Vikentij
- pri Srbih: Vikentije
- pri Litvancih: Vincas

## Pogostost imena
Po podatkih Statističnega urada Republike Slovenije je bilo na dan 31. decembra 2007 v Sloveniji število moških oseb z imenom Vincenc: 1.760. Med vsemi moškimi imeni pa je ime Vincenc po pogostosti uporabe uvrščeno na 120 mesto.

## Osebni praznik
Vincenc praznuje god 22. januara, 5. aprila ali 27. septembra

## Zanimivost
Na Slovenskem se ime Vincenc izraža v mnogih pregovorih: Če na Vincenca (22. jan.) sonce peče, dobro vince dozori, ki po grlu gladko teče, motne dela ti oči. Če na Vincenca sonce sije, se dobro vino v čaše vlije. Če na Vinka sonce sveti, bo dosti rujnega vinca v kleti.